# Slaget vid Tolvajärvi
Slaget vid Tolvajärvi utkämpades den 12 december 1939 mellan finska och sovjetiska styrkor. Det var den första stora segern för de finländska styrkorna i vinterkriget.

## Förspel

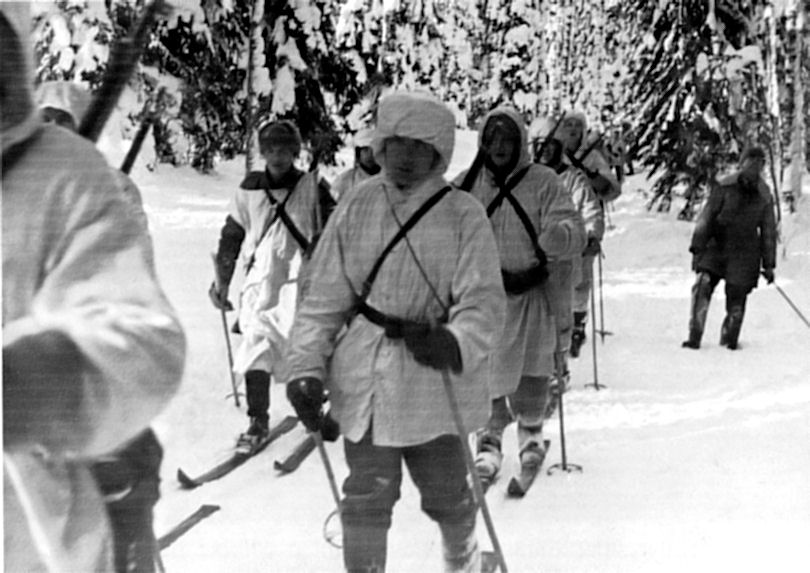
Finska soldater framrycker mot frontlinjen under slaget.

Efter att Vinterkriget bröt ut den 30 november 1939 påbörjade de finländska styrkorna norr om Ladoga en förberedd reträtt inför den överlägsna fienden. Man trodde inte att ryssarna skulle kunna sätta in stora truppstyrkor i den svåra, nästan väglösa terrängen, men ryssarna satte in en hel division som ryckte fram längs vägen mellan Suojärvi och Tolvajärvi. Den sovjetiska framryckningen utgjorde ett allvarligt hot mot den finländska IV armékårens kommunikationslinjer. För att möta detta hot samlade det finländska högkvarteret ihop "Grupp Talvela" som leddes av överste Paavo Talvela.

## Kombattanter
- Den finländska "Grupp Talvela" bestod av det 16:e infanteriregementet (IR 16) lett av Aaro Pajari, "Avdelning Räsänen" som bestod av fyra avdelta bataljoner, ErP 9[1], ErP 10, ErP 112 och PPP 7[2] och en bataljon från det 6:e artilleriregementet.

- Den sovjetiska 139:e divisionen, lett av general Beljajev, som bestod av de 718:e, 609:e och 364:e infanteriregementena.

## Planen
Den finländska planen var att ringa in den sovjetiska divisionen genom två kniptångsmanövrar över de frusna sjöarna Hirvasjärvi och Tolvajärvi. Det norra anfallet över Hirvasjärvi skulle börja klockan 8.00 och den andra skulle börja när den första började uppnå resultat. Detta ändrades sedan och båda anfallen skulle börja klockan 8.00.

## Slaget
Den norra gruppen som bestod av två bataljoner stötte snart på sovjetiskt motstånd. De facto stötte de på det sovjetiska 718:e regementet som själva förberedde sig på att anfalla den finländska flanken. Vid middagstid drog sig de finländska trupperna tillbaka till sina egna linjer. Fastän detta anfall misslyckats förhindrade det 718:e regementet från att anfalla den finländska flanken och även att ryssarna sände förstärkningar söderut.
Medan den andra bataljonen från den finländska 16:e infanteriregementet (II/IR 16) förberedde sig för att anfalla längs vägen blev de avbrutna av ett anfall från det sovjetiska 609:e regementet. Finländarna kunde ändå anfalla efter att de fått lite artilleriunderstöd. Det finländska anfallet fortsatte mot ett hotell som var beläget på det smala näset mellan de två sjöarna. Pajari beslöt att sätta in sina reserver i en kniptångsmanöver kring hotellet. Byggnaden togs slutligen och inuti fann man en död regementskommendör och alla papper tillhörande regementet. 
Finländarna drog sig tillbaka över sjön under natten. På morgonen krävde överste Talvela ett nytt anfall och den sovjetiska 139:e divisionen pressades bakåt och krossades slutligt mellan den 20 och 22 december nära Ägläjärvi (omkring 20 km från Tolvajärvi). Man fick även stridskänning med den sovjetiska 75:e divisionen som försökte förstärka den 139:e divisionen.

## Efterspel
De finska förlusterna uppgick till över 100 döda och 250 sårade. De sovjetiska förlusterna tros vara över 1 000 döda och en stor mängd utrustning: pjäser för två batterier, pansarvärnskanoner, omkring 20 stridsvagnar (de flesta var T-26:or) och 60 kulsprutor. Slaget var en viktig offensiv seger för finländarna och mycket viktigt för den finländska armén i sin helhet.

## Fotnoter
1. ↑  ErP = avdelt bataljon
2. ↑  PPP = cykelbataljon, som dock rörde sig med skidor vintertid